# Cristián II de Anhalt-Bernburg
Cristián II de Anhalt-Bernburg (11 de agosto de 1599, en Amberg-22 de septiembre de 1656, en Bernburg) fue un príncipe alemán de la Casa de Ascania y gobernante del principado de Anhalt-Bernburg.
Era el segundo hijo varón (pero el mayor superviviente) del Príncipe Cristián I de Anhalt-Bernburg con su esposa Ana de Bentheim-Tecklenburg, hija del Conde Arnaldo III de Bentheim-Steinfurt-Tecklenburg-Limburg.

## Biografía
Cristián recibió una excelente educación en sus primeros años y podía hablar francés e italiano fluidamente. Durante los años 1608-1609 estudió en Ginebra con su primo Juan Casimiro de Anhalt-Dessau acompañado por dos tutores, Markus Friedrick Howell y Peter von Sebottendorf. Poco después, empezó su Grand Tour por Francia, Italia, e Inglaterra.
En 1618, a la edad de diecinueve años, Cristián registró el horror del inicio de la Guerra de los Treinta Años; en su diario, escribió que su obligación de luchar era "ma fatal destinée." Para él, la guerra empezó en la Batalla de la Montaña Blanca (1620), cuando su padre fue derrotado y proscrito del Imperio. Cristián fue hecho prisionero junto con los dos regimientos bajo su mando. No obstante, pronto obtuvo el favor del emperador Fernando II, que le permitió retornar a Bernburg en 1621.
Su tío Luis de Anhalt-Köthen lo hizo miembro de la Sociedad Fructífera.
Después de la muerte de su padre en 1630 Cristián lo sucedió en Anhalt-Bernburg, que en ese tiempo estaba devastado por la guerra. Durante el primer año de su reinado, Bernburg fue saqueada por tropas al mando del general danés Heinrich Holk y una fiebre epidémica mató a casi 1700 habitantes. En 1636 el Palacio de Bernburg fue casi tomado por tropas merodeadoras, pero el gran coraje del Hofmarschall de setenta años Burkhard von Erlach lo impidió.
Se conservan los 14 volúmenes de sus diarios; estos proveen una valiosa fuente de información sobre el curso de la Guerra de los Treinta Años.

## Matrimonio e hijos

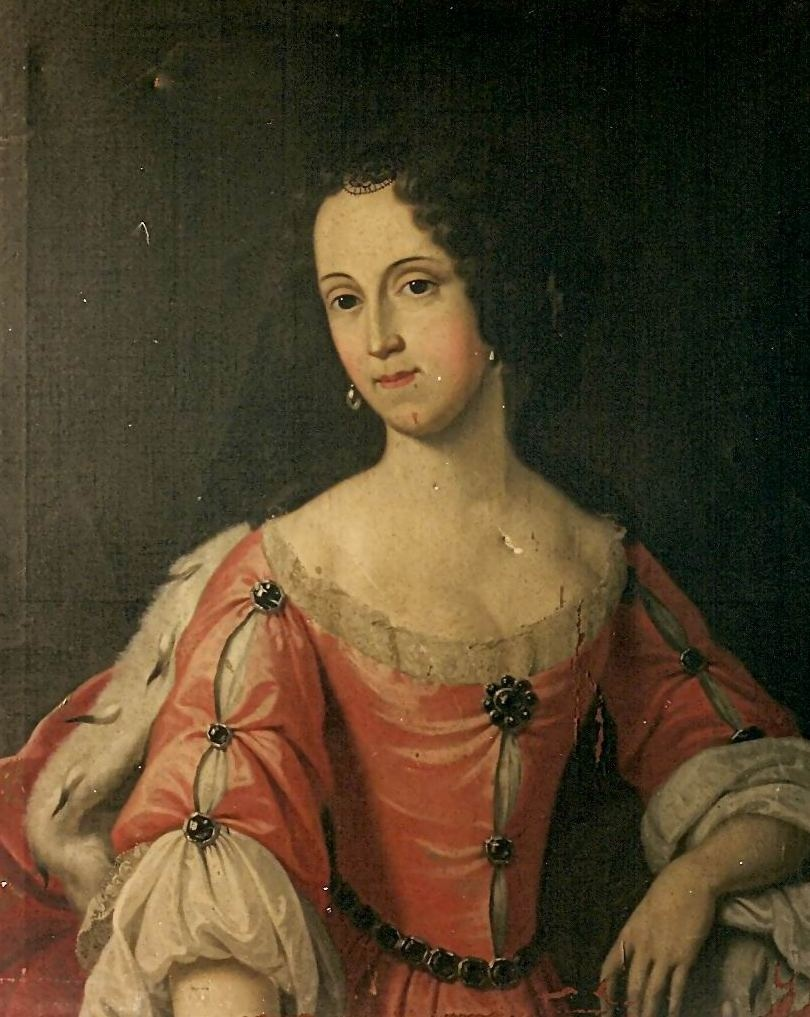
Su esposa Leonor Sofía de Schleswig-Holstein (1603-1675).

En Ahrensbök el 28 de febrero de 1625 Cristián contrajo matrimonio con su prima Leonor Sofía (Sonderburg, 14 de febrero de 1603 - Ballenstedt, 5 de enero de 1675), hija del Duque Juan II de Schleswig-Holstein-Sonderburg-Plön, con su segunda esposa Inés Eduviges de Anhalt (hermana de su padre Cristián I) y también por nacimiento princesa de Dinamarca como nieta en línea masculina del rey Cristián III. Tuvieron quince hijos:
1. Beringer (Schüttorf, 21 de abril de 1626 - Bernburg, 17 de octubre de 1627).
2. Sofía (Bernburg, 11 de septiembre de 1627 - Bernburg, 12 de septiembre de 1627).
3. Joaquín Ernesto (Ballenstedt, 13 de junio de 1629 - Ballenstedt, 23 de diciembre de 1629).
4. Cristián, Príncipe Heredero de Anhalt-Bernburg (Bernburg, 2 de enero de 1631 - Bernburg, 20 de junio de 1631).
5. Erdmann Gideon, Príncipe Heredero de Anhalt-Bernburg (Harzgerode, 21 de enero de 1632 - Bernburg, 4 de abril de 1649).
6. Bogislao (Harzgerode, 7 de octubre de 1633 - Harzgerode, 7 de febrero de 1634).
7. Víctor Amadeo, Príncipe de Anhalt-Bernburg (Harzgerode, 6 de octubre de 1634 - Bernburg, 14 de febrero de 1718).
8. Leonor Eduviges (Bernburg, 28 de octubre de 1635 - Gandersheim, 10 de septiembre de 1685).
9. Ernestina Augusta (Plön, 23 de diciembre de 1636 - Bernburg, 5 de octubre de 1659).
10. Angélica (Bernburg, 6 de junio de 1639 - Quedlinburg, 13 de octubre de 1688).
11. Ana Sofía (Bernburg, 13 de septiembre de 1640 - Sonnenwalde, 25 de abril de 1704), desposó el 20 de septiembre de 1664 al Conde Jorge Federico de Solms-Sonnenwalde; su hija Sofía Albertina desposó al Príncipe Carlos Federico de Anhalt-Bernburg.
12. Carlos Ursino (Bernburg, 18 de abril de 1642 - Parma, 4 de enero de 1660).
13. Fernando Cristián (Bernburg, 23 de octubre de 1643 - Ballenstedt, 14 de marzo de 1645).
14. María (Ballenstedt, 25 de enero de 1645 - Bernburg, 5 de enero de 1655).
15. Ana Isabel (Bernburg, 19 de marzo de 1647 - Bernstadt, 3 de septiembre de 1680), desposó el 13 de marzo de 1672 al Duque Cristián Ulrico I de Wurtemberg-Oels.